# Parmalat
Parmalat ist ein italienischer Nahrungsmittelkonzern mit Sitz in Collecchio bei Parma. Der Konzern zählt zu den größten Molkereiunternehmen Europas. Die Unternehmensgruppe musste im Dezember 2003 Insolvenz anmelden und wurde bis Oktober 2005 von einem Insolvenzverwalter geleitet. Parmalat beschäftigte im Jahre 2017 weltweit rund 26.000 Mitarbeiter und erwirtschaftete einen Umsatz von 6,69 Milliarden Euro. Rund 5000 italienische Milchbauern sind auf das Unternehmen als Großabnehmer angewiesen. Die Aktien von Parmalat werden seit dem 6. Oktober 2005 wieder an der Italienischen Börse gehandelt. Im Juni 2011 wurde Parmalat von dem französischen Milchindustriekonzern Lactalis übernommen.

## Unternehmensgeschichte

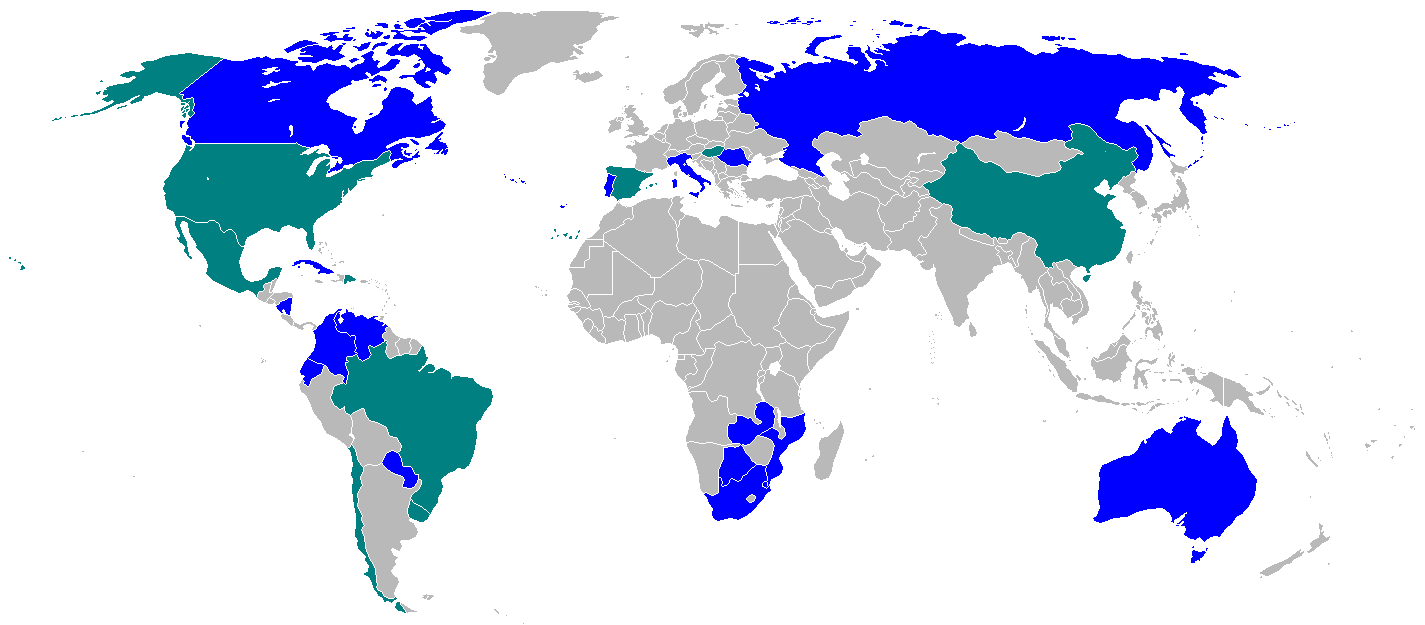
Parmalat in der Welt: blau Standorte, grün Lizenznehmer

1961 eröffnete der 22-jährige Calisto Tanzi eine kleine Molkerei in Collecchio in der Nähe von Parma. Das Geschäft lief so gut, dass er es nach kurzer Zeit auf  Genua, Florenz und Rom ausweitete. Als 1965 der schwedische Verpackungshersteller Tetra-Pak einen neuartigen Getränkekarton für ultrahocherhitzte Getränke erfand, gehörte die Molkerei zu den ersten, die die Milch darin statt in Glasflaschen abfüllen ließ. Weitere Innovationen wie die „Vitamin-C-Milch“ folgten. Das Unternehmen wurde bald zum Marktführer in Italien. Seit 1968 firmiert es unter dem Namen Parmalat und ist seit 1973 an der Mailänder Börse notiert.
Im März 2011 begann der französische multinationale Konzern Lactalis mit dem Erwerb von Parmalat-Aktien. Lactalis erwarb schnell fast 30 % des Unternehmens auf dem freien Markt und war im Juli 2011 mit seinem Übernahmeangebot in Höhe von 2,5 Milliarden Euro erfolgreich, indem es 80 % der Anteile zu 2,6 Euro pro Aktie übernahm.
Lactalis verlagerte alle strategischen Aktivitäten nach Frankreich und baute den Betrieb in Italien schrittweise ab. 2019 stand auch die Zukunft der historischen Fabrik in Rom in Frage.

### Finanzbetrug
Gegen Ende 2003 kam einer der größten Unternehmensskandale der Geschichte ans Licht: In der Bilanz von Parmalat fehlten acht Milliarden Euro.
1999 hatte Parmalat auf den Cayman Islands ein Tochterunternehmen unter dem Firmennamen Bonlat eintragen lassen. Zwei Jahre vor dem Zusammenbruch soll ein Manager des Lebensmittelkonzerns dem italienischen Kabarettisten Beppe Grillo verraten haben, dass die Verschuldung des Konzerns längst seinen Jahresumsatz überstieg. Grillo nutzte diese Information für einen Sketch, den die Öffentlichkeit aber nicht ernst nahm.
Die finanziellen Probleme wurden erstmals Anfang 2003 sichtbar, als das Unternehmen Anleihen im Wert von € 500 Mio. zu verkaufen versuchte und der Chief Financial Officer Fausto Tonna im März 2003 zurücktrat (er wurde durch Alberto Ferraris ersetzt).
Die italienische Börsenaufsicht Consob äußerte im Frühjahr einen Verdacht auf Unstimmigkeiten, woraufhin Tanzi mit Schadensersatzforderungen drohte. Milchbauern in Nicaragua und Collecchio in der Provinz Parma hielt Parmalat drei bis sechs Monate hin, bevor er ihre Lieferungen bezahlte. Als das italienische Kartellamt Tanzi aufforderte, drei Molkereibetriebe zu verkaufen, kaufte er sie über Strohmänner wieder zurück.
Die ganze Tragweite der Verschuldung wurde im November öffentlich, als dubiose Transaktionen mit dem Fonds Epicurum auf den Cayman Islands bekannt wurden und die Parmalat-Aktie an den Börsen drastisch an Wert verlor. Ferraris trat zurück und wurde durch Luciano Del Soldato ersetzt.
Im Dezember trat Del Soldato zurück, als Parmalat trotz einer angeblichen Liquidität von € 4,5 Mrd. keine Barmittel vom Epicurum Fonds requirieren konnte, die es für Verbindlichkeiten und fällige Zahlungen auf eine € 150 Mio. Anleihe dringend benötigte. Enrico Bondi wurde als Sanierer in das Unternehmen gerufen. Tanzi trat als Vorsitzender und CEO zurück. Parmalats Hausbank, die Bank of America, deckte auf, dass € 3,95 Mrd. in der Bilanz von Bonlats ein fiktiver Posten waren. Der Verkauf von Milchpulver von Singapur nach Kuba im Wert von US-$ 359 Mio. stellte sich ebenso als fiktiv heraus, wie auch der Verkauf eines Patents für ultrahocherhitzte Milch im Wert von US-$ 90 Mio. oder der Verkauf der Fruchtsaftmarke Santal für US-$ 210 Mio.
Premierminister Silvio Berlusconi veranlasste Betrugsermittlungen und berief Bondi zum Sanierer des Unternehmens. Tanzi, einst Symbol unbeschränkten Erfolgs, wurde wenige Stunden nach der Insolvenzerklärung verhaftet und des Finanzbetrugs und der Geldwäsche angeklagt. Selbst Branchenkenner waren überrascht, wie trotz Rechnungsprüfung und Bankenaufsicht derartige Bilanzfälschungen möglich waren. So verkaufte sich Parmalat z. B. selbst Credit Linked Notes, in Wirklichkeit platzierte es ein Gebot auf seine eigene Kreditwürdigkeit, um ein Vermögen in dünner Luft heraufzubeschwören.
Tanzi gehörte mit Sergio Cragnotti vom insolventen römischen Konservenhersteller Cirio und dem Medienzaren Silvio Berlusconi zu den wirtschaftlichen Größen der 90er Jahre. Er verkörperte den Traum vom Selfmademan, der aus dem Nichts einen international agierenden Konzern gemacht hatte. Der Staatspräsident machte ihn zum „Ritter der Arbeit“. Bei seiner Vernehmung im San Vittore-Gefängnis in Mailand gestand er, Gelder in der Höhe von ca. € 500 Mio. von Parmalat für Parmatour und andere Unternehmen zweckentfremdet verwendet zu haben. Seine Fußball- und Tourismus-Unternehmen erwiesen sich ebenso als finanzielle Desaster wie Tanzis Versuch, mit Berlusconi durch den Kauf von Odeon TV zu konkurrieren – er musste die Firma mit einem Verlust von etwa € 45 Mio. verkaufen. Gegenüber dem Mailänder Staatsanwalt Francesco Greco, einem der Ermittler im Rahmen von Mani pulite, sollen Parmalat-Manager eingeräumt haben, dass die Bilanzen bereits seit 1988 frisiert waren.
2004 summierte sich der von den Staatsanwälten, Wirtschaftsprüfern und Bankern ermittelte Fehlbetrag auf € 23 Mrd. Allein bei der römischen Bank Capitalia, die auch an der insolventen Cirio beteiligt war, fehlten € 1,5 Mrd., weitere € 700 Mio. bei der Bank of America; auch die Deutsche Bank besaß eine Beteiligung von 5 % an Parmalat. Die Citigroup soll eine Off-Shore-Gesellschaft mit der Bezeichnung „Buconero“ (Schwarzes Loch) im Wert von € 500 Mio. erfunden haben.
Bondi reichte gegen 45 Banken Klage ein. Gegen vier davon nahm die Staatsanwaltschaft Ermittlungen auf: Citibank, Deutsche Bank, Morgan Stanley und UBS.
Im September 2005 begann der erste Strafprozess in Mailand. Am 5. Juni 2006 wurde in Parma ein weiteres Gerichtsverfahren gegen 64 ehemalige Geschäftsführer und Mitarbeiter eröffnet. Unter den Angeklagten waren Calisto Tanzi, sein Sohn Stefano und sein Bruder Giovanni. Das Hauptverfahren hätte am 14. März 2008 eröffnet werden sollen, wurde aber bereits wenige Minuten nach Beginn auf den 6. Mai 2008 vertagt; der Hauptangeklagte Tanzi, dem bis zu 15 Jahre Haft drohten, erschien aus gesundheitlichen Gründen nicht vor Gericht. Sämtliche 55 weitere Angeklagten erschienen ebenfalls nicht zum Prozess.
2008 wurde Calisto Tanzi zu einer zehnjährigen Haftstrafe und einer Schadensersatzzahlung in Höhe von 80.000 Euro von einem Gericht in Mailand verurteilt. Sieben Angeklagte, die mit ihm vor dem Gericht standen, wurden freigesprochen.

### Expansion
2002 beruhten 57 % des Umsatzes von 7,5 Milliarden Euro auf Frischmilch.
Nach der Börsennotierung erfolgte folgende Expansion:
- Expansion von sechs in dreißig Staaten in Europa, Afrika und Lateinamerika seit 1990
- Fußballclub FC Parma, geleitet von Tanzis Sohn Stefano als Präsident und Vorstandsmitglied bei Parmalat
- Parma Tour – Touristikunternehmen (Bankrott, verkauft), geleitet von Tanzis Tochter Francesca als CEO
- Fernsehprogramm, Odeon TV (verkauft)

## Sponsorentätigkeit

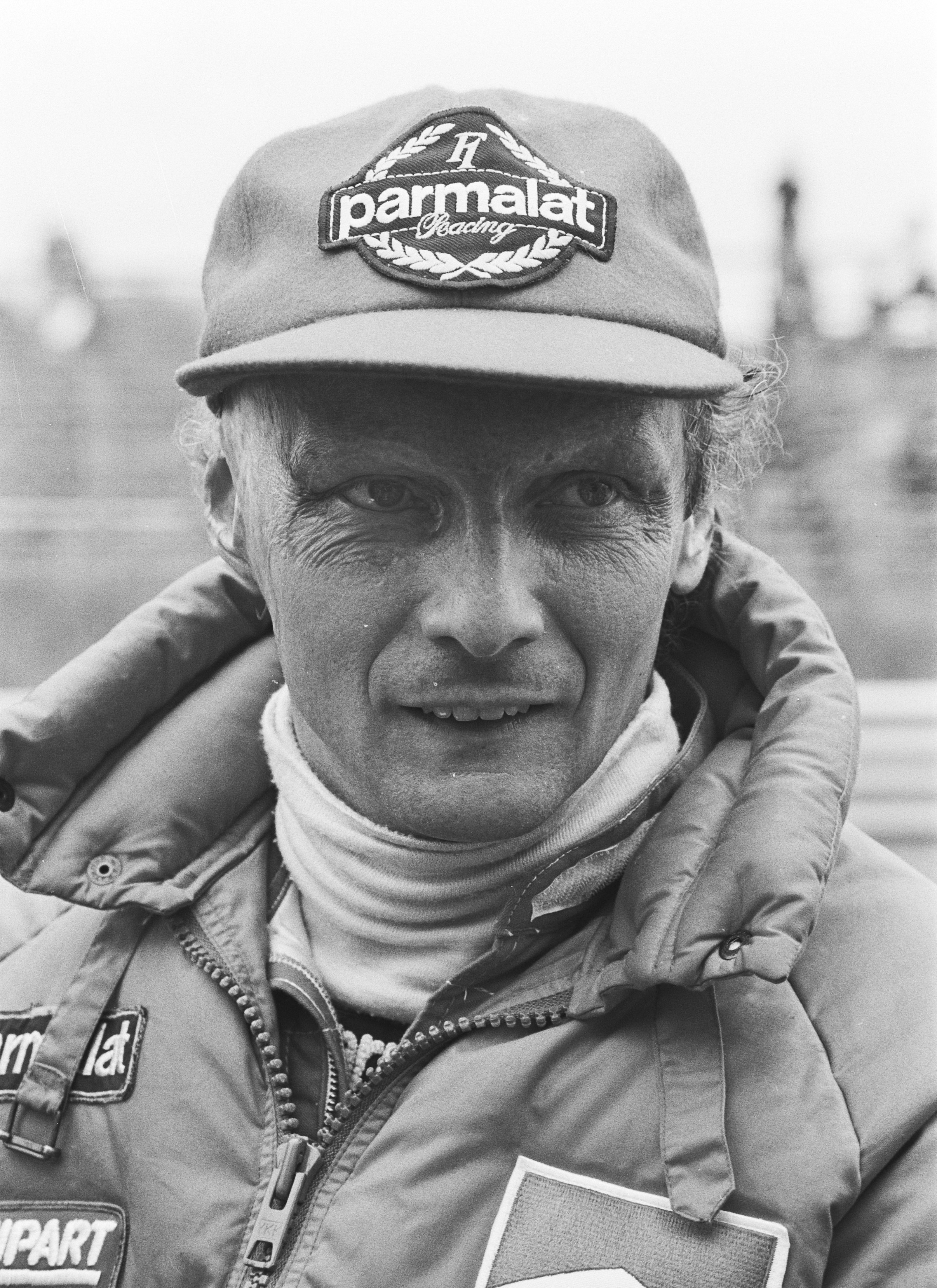
Niki Lauda mit Parmalat-Kappe (1982)

Der Parmalat-Konzern war von 1978 bis 1984 der Hauptsponsor des Formel-1-Teams Brabham, das seit 1972 Bernie Ecclestone gehörte. Der mehrmalige Formel-1-Weltmeister Niki Lauda, der ab 1978 für Brabham fuhr, trug von da an bei Presseauftritten eine rote Kappe mit dem Emblem F-1 Parmalat Racing Team. Diese Kappe behielt er nach seinem Ausscheiden aus der Formel 1 Ende 1979 bei. Auch bei seinem Formel-1-Comeback bei McLaren 1982 war Parmalat wieder als einer der Hauptsponsoren auf dem Helm und bei Auftritten auf der Kappe zu sehen. 2002 gab Lauda bekannt, dass er das Logo künftig nicht mehr tragen werde.